# Maanbasis

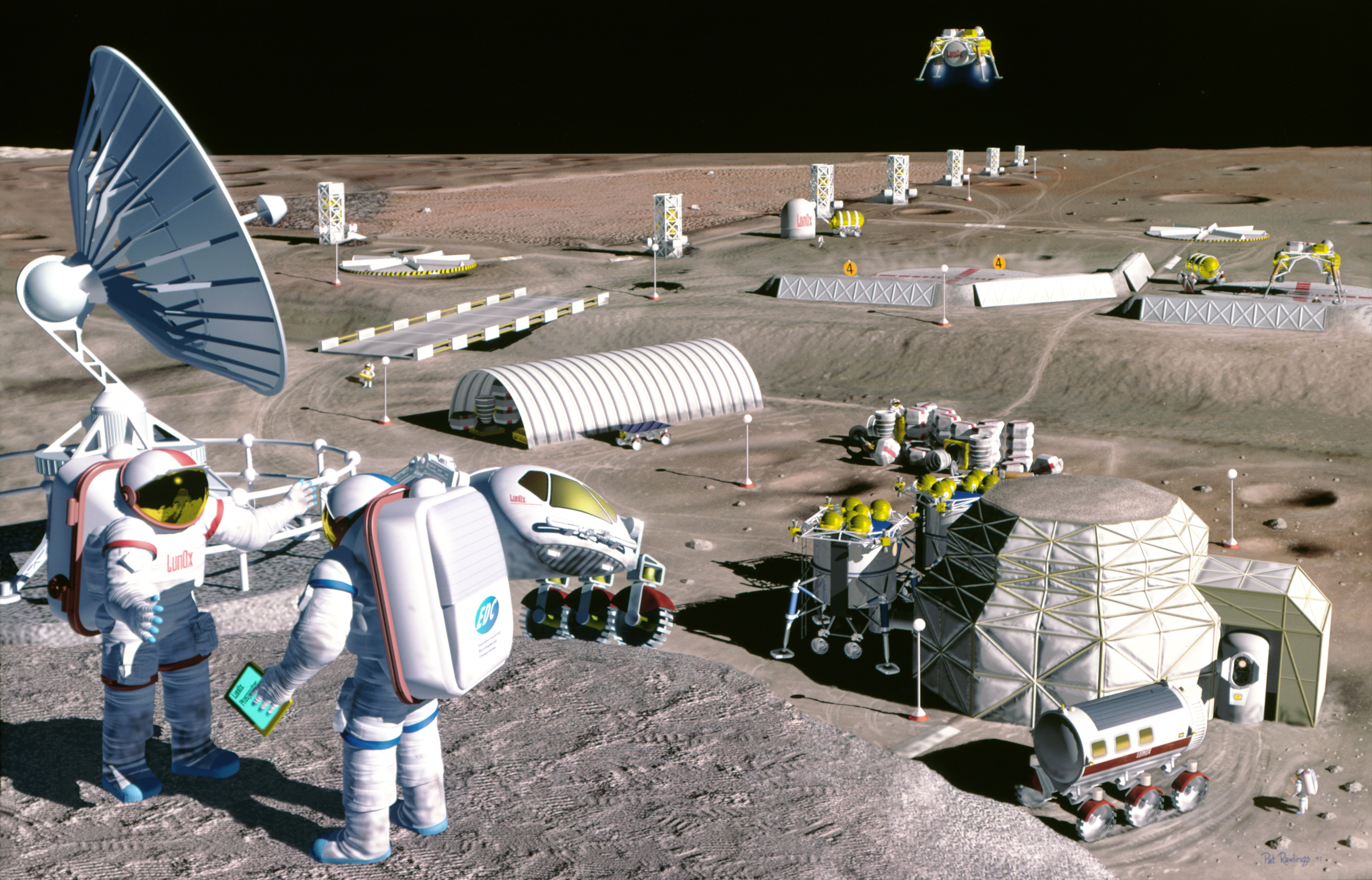
Maanbasis, een in opdracht van de NASA vervaardigde conceptschets.

Een maanbasis, of maankolonie is een faciliteit op of onder het oppervlak van de maan die menselijke activiteit op de maan mogelijk maakt. Als zodanig verschilt het van een maanruimtestation in een baan rond de maan, zoals de geplande Lunar Gateway van het Artemisprogramma. Een maandbasis kan voor robot- of menselijk gebruik bedoeld zijn, en omvatten in beide gevallen niet noodzakelijkerwijs maanbewoningsfaciliteiten. 
Een (permanent) bewoonde maanbasis is een oude droom voor veel wetenschappers, sciencefictionliefhebbers en ruimtevaart-enthousiastelingen.

## Geschiedenis
Jules Verne beschreef in 1865 al een reis naar de maan. 
In de plannen van Wernher von Braun zou een maanbasis een noodzakelijke tussenstap zijn voor reizen naar de overige planeten. 
Onder invloed van de rivaliteit tussen de Verenigde Staten van Amerika en de Sovjet-Unie was er tussen 1960 en 1970 een 'maanrace' tussen deze twee landen, die de Amerikanen wonnen bij de landing van Apollo 11. Na deze overwinning verflauwde het enthousiasme en werd het maanprogramma geleidelijk uitgekleed, totdat er na 1973 geen maanreizen meer gepland werden. Dit tot groot verdriet van vele ruimtevaartliefhebbers, die aanvankelijk verwacht hadden dat er in de jaren 80 een permanente basis zou zijn, waarna de massale exploratie van het zonnestelsel door de mens serieus zou beginnen. 
Pas na 2000 kwam er weer lichte interesse voor hernieuwde vluchten, maar tot op heden (2021) zijn er nog geen concrete projecten uitgewerkt. Volgens een recent persverslag is de NASA van plan tegen 2018 weer serieus te beginnen met maanvluchten. Ook de Chinezen, Japanners, Indiërs en Russen hebben hun zinnen op de maan gezet. De aanwezigheid van helium-3 in de maanbodem zou een factor van betekenis in de maanrace kunnen zijn. Dit isotoop van helium zou de ideale brandstof kunnen zijn voor kernfusie, een technologie die nog niet door de mens beheerst wordt, maar die zeer geschikt zou zijn om de wereld van energie te voorzien. Een andere reden voor een geplande maanbasis, is dat zij zou kunnen fungeren als 'springplank' bij verdere ruimtereizen, waaronder een eventuele kolonisatie van Mars. 
Er zijn ook veel stemmen tegen een bemande maandbasis te horen, omdat een dergelijk project grote investeringen zal vergen. Veel wetenschappers zijn van mening dat onbemande ruimtevaart tegen lagere kosten meer oplevert.

## Europa

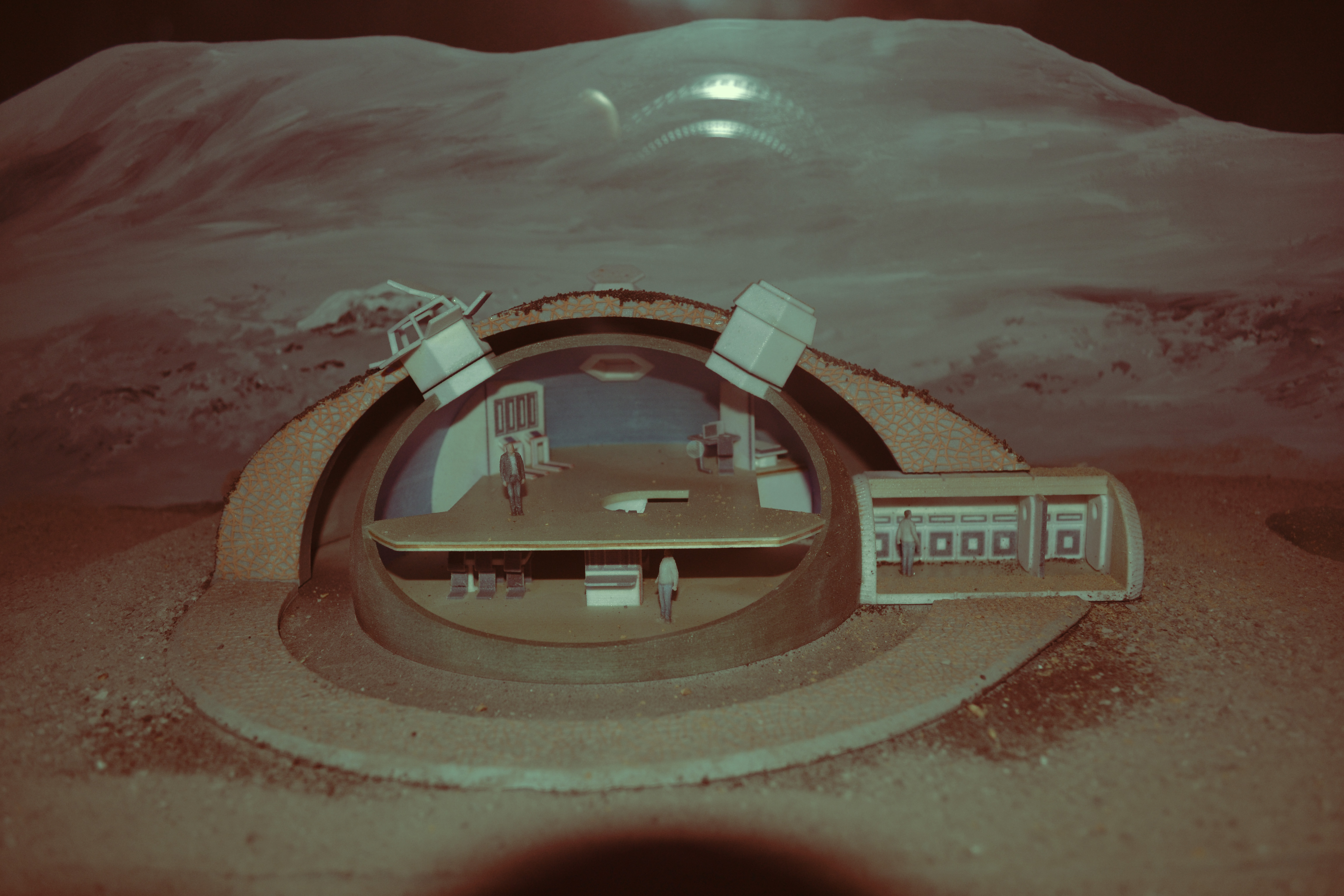
Schaalmodel van het European Moon Village concept in het Euro Space Center in België

"The Moon Village, A vision for global cooperation and Space 4.0" is een maanbasis concept uit 2015 voorgesteld door Jan Woerner, ESA Director General van het Europese Ruimte Agentschap. 'Village' verwijst naar internationale publieke en private investeerders, alsook wetenschappers, ingenieurs, universiteiten, en zakenmensen die samenkomen om een infrastructuur op de maan te bouwen.

## De Verenigde Staten
De heroplevende maanambities zouden een reactie zijn op de plannen die de Chinese en Japanse ruimteagentschappen hebben bekendgemaakt. Ook zou het een impuls moeten geven aan het imago van de NASA na de rampen met de Challenger en de Columbia.

Er wordt vaak gesproken over de zuidpool als ideale plaats voor een permanente maanbasis. De NASA overweegt verschillende locaties en een veel genoemde is de Shackleton-krater. Het grote voordeel van deze locatie is dat er op de top van de kraterrand voortdurend zonlicht is, waarmee vrij eenvoudig energie kan worden opgewekt voor de bewoners en hun activiteiten. Op de bodem van deze krater daarentegen is er steeds schaduw waarin men op zoek zou kunnen gaan naar water.

## Japan
De Japanse ruimtevaartorganisatie JAXA is van plan om in 2020 de eerste ruimtevaarders op de maan te hebben. In 2025 streeft men naar een basis die bevolkt wordt door robots. Een permanente maanbasis zou in 2030 klaar moeten zijn en ruimtevaarders zouden er afwisselend 6 maanden verblijven. Van waar het budget voor dit idee te kunnen realiseren vandaan moet komen is echter nog een vraagteken. Mogelijk moet er gezocht worden naar samenwerking met andere ruimtevaartorganisaties.

## India
De Indische luchtvaartorganisatie, ISRO, nam zichzelf voor om eerder dan China de maan te bereiken. Het land heeft als doelstelling om in 2015 een eerste bemande vlucht naar de maan te zenden en de eerste Indiër zou in 2020 voet op de maan moeten zetten.

## Rusland
Het Russische ruimtevaartbedrijf RKK Energia sprak zich uit voor een maanbasis rond 2015 en de eerste transporten van helium-3 isotopen rond 2020. De uitspraken van het bedrijf worden echter veelal afgedaan als stunt om geldschieters te lokken.

## China
De CNSA, de Chinese ruimtevaartorganisatie zet sterk in op de ruimterace. Ze wilden in 2012 een robotkarretje de maan laten verkennen en tussen 2017 en 2020 een onbemande missie naar de maan zenden om maanmateriaal te laten ophalen. De ambitie is een Chinese maanbasis omstreeks 2025-2030.